# Lista de presidentes do Banco Central Europeu
Esta é uma lista dos presidentes e vice-presidentes do Banco Central Europeu, formado em 1 de Junho de 1998.

## Presidentes
| Nome | Nome                | Foto | Mandato                                                    | Nacionalidade |
| ---- | ------------------- | ---- | ---------------------------------------------------------- | ------------- |
| 1    | Wim Duisenberg      |      | 1 de junho de 1998 - 31 de outubro de 2003 5 anos, 4 meses | Neerlandês    |
| 2    | Jean-Claude Trichet |      | 1 de novembro de 2003 - 31 de outubro de 2011              | Francês       |
| 3    | Mario Draghi        |      | 1 de novembro de 2011 - 31 de outubro de 2019              | Italiano      |
| 4    | Christine Lagarde   |      | 1 de novembro de 2019 - presente                           | Francesa      |

## Vice-presidentes
| Nome | Nome             | Mandato                                                  | Nacionalidade |
| ---- | ---------------- | -------------------------------------------------------- | ------------- |
| 1    | Christian Noyer  | 1 de junho de 1998 - 31 de maio de 2002 3 anos, 11 meses | Francês       |
| 2    | Lucas Papademos  | 1 de junho de 2002 - 31 de maio de 2010                  | Grego         |
| 3    | Vítor Constâncio | 1 de junho de 2010 - 31 de maio de 2018                  | Português     |
| 4    | Luis de Guindos  | 1 de junho de 2018 - presente                            | Espanhol      |

## Salário
O salário-base do presidente no ano de 2017 foi 396.900 euros e o dos vice-presidentes 340.200 euros.